# Endothiella gyrosa
Endothiella gyrosa är en svampart som beskrevs av Sacc. 1906. Endothiella gyrosa ingår i släktet Endothiella och familjen Cryphonectriaceae.   Inga underarter finns listade i Catalogue of Life.